# Montastrea serageldini
Montastrea serageldini is een rifkoralensoort uit de familie van de Faviidae. De wetenschappelijke naam van de soort is voor het eerst geldig gepubliceerd in 2002 door Veron.